# ジャック・ピアース
ジャック・ピアース（Jack Pierce、1962年9月23日 - ）は、アメリカ合衆国・ニュージャージー州の元陸上競技選手である。
1991年に開催された世界陸上では、大会2連覇中のグレッグ・フォスター（アメリカ）との一騎討ちとなった。決勝では両者とも13秒06の同タイムでフィニッシュしたが、写真判定の結果、ピアースは2位となり、フォスターは3連覇を達成した。
1992年バルセロナオリンピックの男子110メートルハードルで銅メダルを獲得した。

## 記録
- 110mH 12秒94（1996年6月22日、世界歴代10位）